# آتسونوری اینابا
آتسونوری اینابا (انگلیسی: Atsunori Inaba؛ زادهٔ ۳ اوت ۱۹۷۲) بازیکن و مربی بیس‌بال اهل ژاپن است.
وی در مسابقات کشوری و بین‌المللی در مجموع برندهٔ ۳ مدال طلا شده‌است.